# Dywizja Małopolska

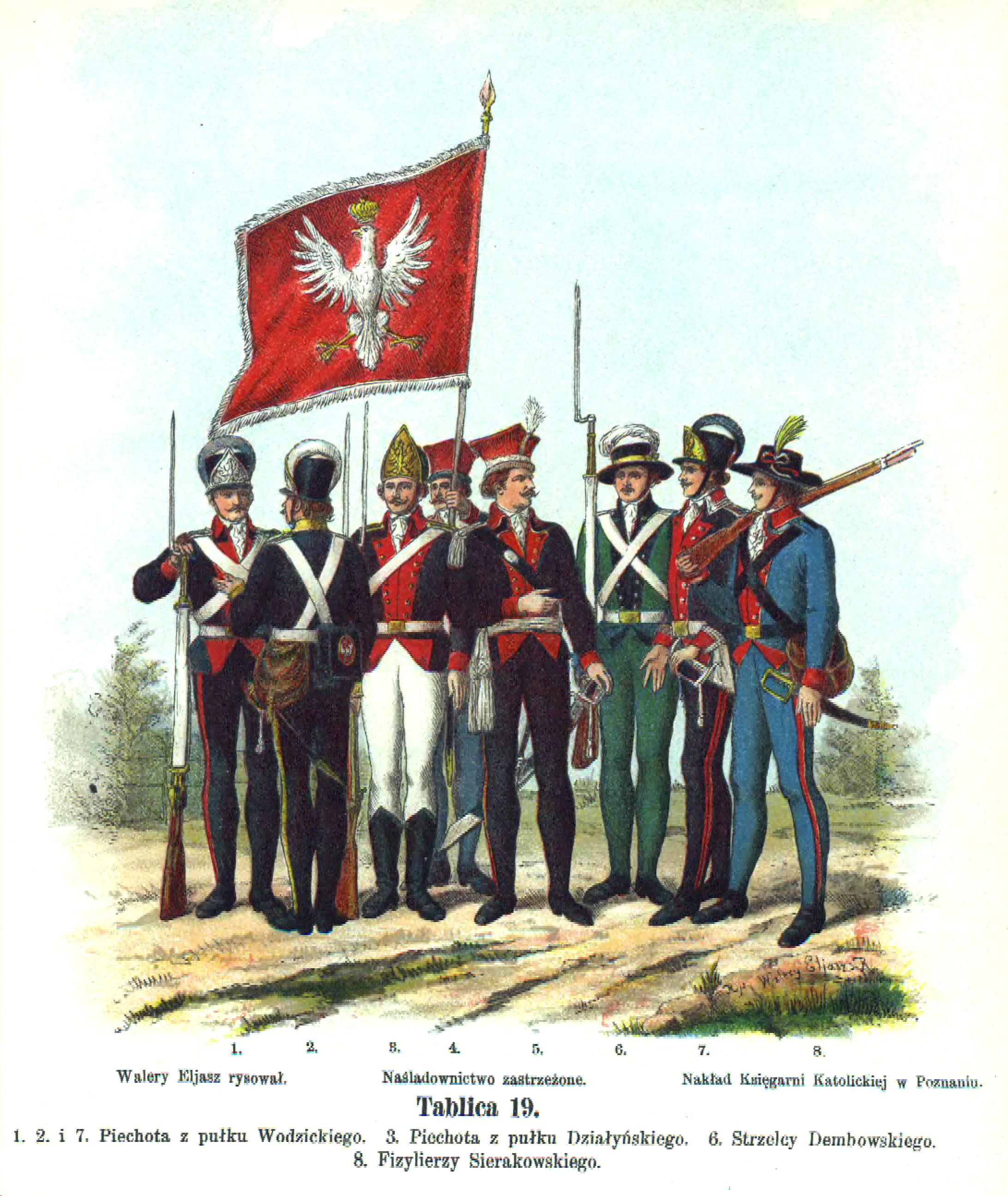
Piechurzy pułku Wodzickiego

Dywizja Małopolska – związek taktyczny wojsk polskich okresu I Rzeczypospolitej.
Dywizja zorganizowana została w 1776 roku uchwałą sejmu delegacyjnego. Sejm określił jej dyslokację na garnizony: Warszawę, Kraków i Lublin. Nakazał też osłaniać granice sąsiedzkie.

## Dowództwo dywizji
Dowódcą dywizji był generał lejtnant, któremu mieli podlegać dwaj generałowie majorowie. Jeden dowodził kawalerią, drugi piechotą. Zasadę tę wprowadzono w życie dopiero w 1789 roku. Do tej pory w etatach sztabu generalnego wymieniano po jednym generale majorze na dywizję.
Dowódcy dywizji:
- gen. Alojzy Brühl
- gen. Ludwik Wirtemberski

Pomocnicy:
- gen. mjr Kokcej – od 1776
- gen. mjr Byszewski – od 1789
- gen. mjr Czapski – od 1789

## Struktura organizacyjna
Dywizja składała się kawalerii, piechoty i artylerii. Nie posiadała własnego sztabu, który mógłby kierować działaniami. Była bardziej związkiem terytorialnym, niż taktyczno-operacyjnym.
piechota w 1785
- 2 regiment Wodzickiego – Kraków
- 8 regiment Czapskiego – Kielce, Lublin
- regiment Buławy Wielkiej Koronnej - Łączna
- 5 regiment fizylierów – Białystok

Struktura w 1792:
- 4 bataliony piechoty (dwa z 2 regimentu, po jednym z regimentów 3 i 5 — razem 3217 żołnierzy), z których odkomenderowano do Włodawy, Józefowa i Międzyborza ok. 2400 ludzi — pozostawiając w głębi kraju rezerwy w sile 1217 żołnierzy.

W 1790 roku w skład dywizji weszła 1 Brygada Artylerii.
m.p. w marcu 1792:
- Brygada Hadziewicza – Sandomierz
- Brygada Potockiego – cztery chorągwie na Mazowszu i osiem na Wołyniu
- 1 Brygada Artylerii – Warszawa; Kielce; Kraków (w 1790)

m.p. jazdy na 9 czerwca 1792:
- Brygada Hadziewicza – Łuck
- Brygada Potockiego – Brześć
- pułk ks. Wirtemberga – Słonim